# Alphons Diepenbrock
Alphonse Joannes Maria (Alphons) Diepenbrock (Amsterdam, 2 september 1862 - aldaar, 5 april 1921) was een Nederlands componist en schrijver over muziek en andere onderwerpen. Hij was de zoon van Ferdinand Hubert Aloys Diepenbrock en Johanna Josephina Diepenbrock-Kuytenbrouwer.
In 1895 trouwde Diepenbrock met jonkvrouw Wilhelmina Elisabeth Petronella Cornelia de Jong van Beek en Donk, de zus van Cécile de Jong van Beek en Donk. Zij kregen twee dochters: Joanna en Thea, die beiden tijdelijk ook in de muziekwereld werkten.

## Opleiding

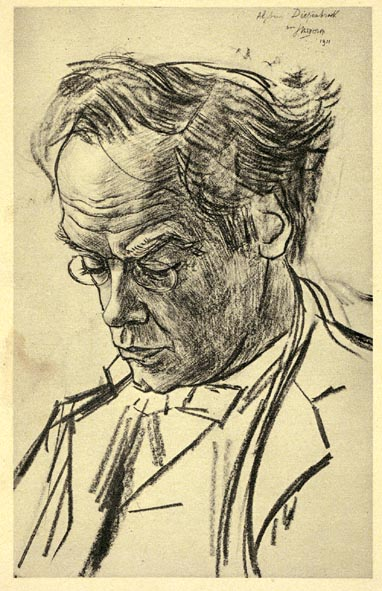
Diepenbrocks portret door Jan Toorop (1900)

Diepenbrock wilde dirigent worden, maar studeerde klassieke talen op aandringen van zijn vader. In 1888 promoveerde hij summa cum laude op een dissertatie over Lucius Annaeus Seneca, getiteld L. Annaei Senecae philosophi Cordubensis vita (Amsterdam, 1888). Vervolgens werd hij leraar aan het Stedelijk Gymnasium in 's-Hertogenbosch. In 1894 gaf hij die baan op en ging hij terug naar Amsterdam. Daar gaf hij privéles in klassieke talen om in zijn levensonderhoud te voorzien. Hij besteedde echter zo veel mogelijk van zijn tijd aan het componeren.
Als kind kreeg Alphons Diepenbrock les in piano en viool, later ook zangles. Op het gebied van componeren was hij echter volledig autodidact, al leerde hij veel van de adviezen van de bevriende componist Carl Smulders. Niettemin wordt hij, samen met Jan Pieterszoon Sweelinck, tot de grootste Nederlandse componisten gerekend.

## Invloeden
In het vroege werk van Diepenbrock is een romantische invloed van Richard Wagner herkenbaar. Als katholiek kende hij de muziek van Palestrina en diens polymelodische stijl is in zijn eigen koormuziek ook herkenbaar. Vanaf circa 1910 gebruikt Diepenbrock ook impressionistische klankcombinaties die ontleend zijn aan Claude Debussy, maar een echte impressionist is hij nooit geworden. Hij werd een persoonlijke vriend van Gustav Mahler, nadat deze in 1903 Amsterdam had bezocht.
Om een typisch "Hollandse stijl", zoals sommige tijdgenoten die nastreefden, heeft Diepenbrock zich nooit bekreund. De musicoloog Eduard Reeser schreef: "Hoewel er alle reden is om in Diepenbrock de grootste Nederlandse componist van zijn tijd te zien - al ware het reeds om de vele persoonlijke elementen in zijn stijl, die tot het einde toe steeds weer voor vernieuwing vatbaar bleken te zijn -, dit neemt niet weg, dat in tegenstelling tot het werk van Zweers en Wagenaar van typerend Nederlandse eigenschappen in zijn werk nauwelijks sprake kan zijn.
Door zijn tijdgenoten wordt Diepenbrock gewaardeerd om de wijze waarop hij poëzie en muziek combineert, de harmonie tussen zang en instrumentale begeleiding waarbij het woord nooit ondergeschikt werd aan de muziek.
Zijn 'doorbraak' bij het brede publiek kwam in 1902 met de uitvoering van het Te Deum onder leiding van Willem Mengelberg.

## Oeuvre

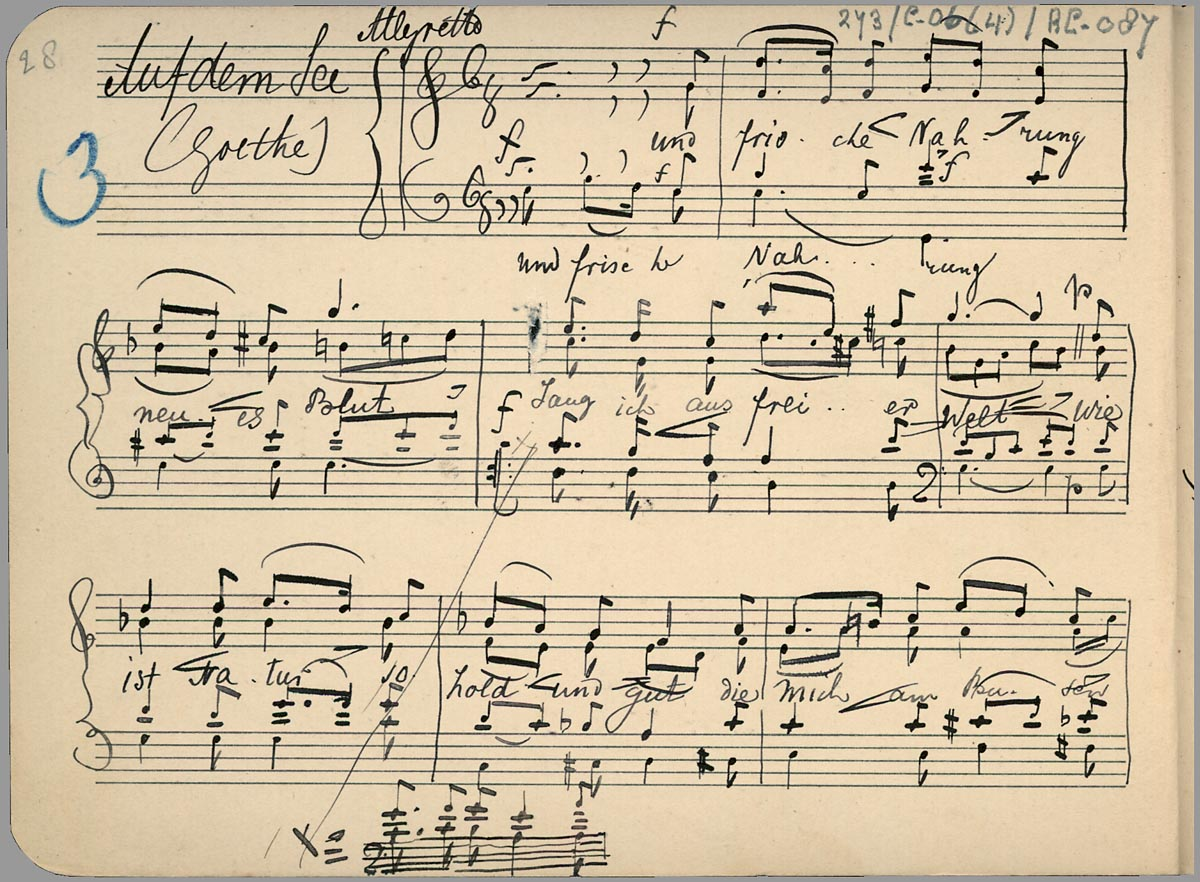
Auf dem See van Goethe, op muziek gezet door Diepenbrock (autograaf)

In een zeer groot deel van het werk van Diepenbrock wordt de menselijke stem gebruikt. Zijn oeuvre omvat meer dan 150 composities: liederen, symfonische liederen, koorwerken met begeleiding (bijvoorbeeld met orkest en orgel in zijn Te Deum), a capella koorwerken en toneelmuziek. Opmerkelijk is dat orkestwerken en kamermuziek vrijwel geheel ontbreken.
De teksten/gedichten bij zijn composities ontleende Diepenbrock aanvankelijk aan de Duitse romantiek (Goethe, Heine, Novalis, Hölderlin en Nietzsche). Vanaf circa 1910 zette hij ook werken van Franse dichters (Verlaine, Baudelaire) op muziek. Ook werken van Nederlandse dichters zoals Vondel, Van Eeden, Perk, Verwey en Van Deyssel werden door Diepenbrock van muziek voorzien (hij was bevriend met vele Tachtigers).
Een deel van zijn werk werd uitgegeven door Muziekuitgeverij A.A. Noske. Diepenbrocks werk is na zijn dood grotendeels uitgegeven door het Alphons Diepenbrock-Fonds, opgericht in 1921. Diepenbrock schreef ook over muziek en andere onderwerpen. Zijn teksten zijn uitgegeven in de bundel Ommegangen.

## Nalatenschap

### Stichting het Alphons Diepenbrock-Fonds
Het Alphons Diepenbrock-fonds werd reeds kort na het overlijden van de componist op 3 juni 1921 opgericht. Doel van het fonds is het uitgeven, verspreiden en levendig houden van de werken van Diepenbrock, van wiens werken tijdens zijn leven heel weinig was gepubliceerd. Inmiddels is het gehele oeuvre van Diepenbrock in druk uitgegeven. De Stichting heeft de werken van Diepenbrock gecatalogiseerd, geëditeerd, uitgegeven en verspreid alsook de uitvoering ervan gestimuleerd. Mede door het Fonds is een wetenschappelijke uitgave van Brieven en Documenten uitgegeven, samengesteld en geannoteerd door prof. dr. Eduard Reeser. Reeser was van 1940-1968 secretaris en van 1969-1985 voorzitter van het Fonds.

### Studentenkoor
Het Nijmeegs Studentenkoor Alphons Diepenbrock, dat werd opgericht in 1937, is geheel naar de componist vernoemd.

## Composities

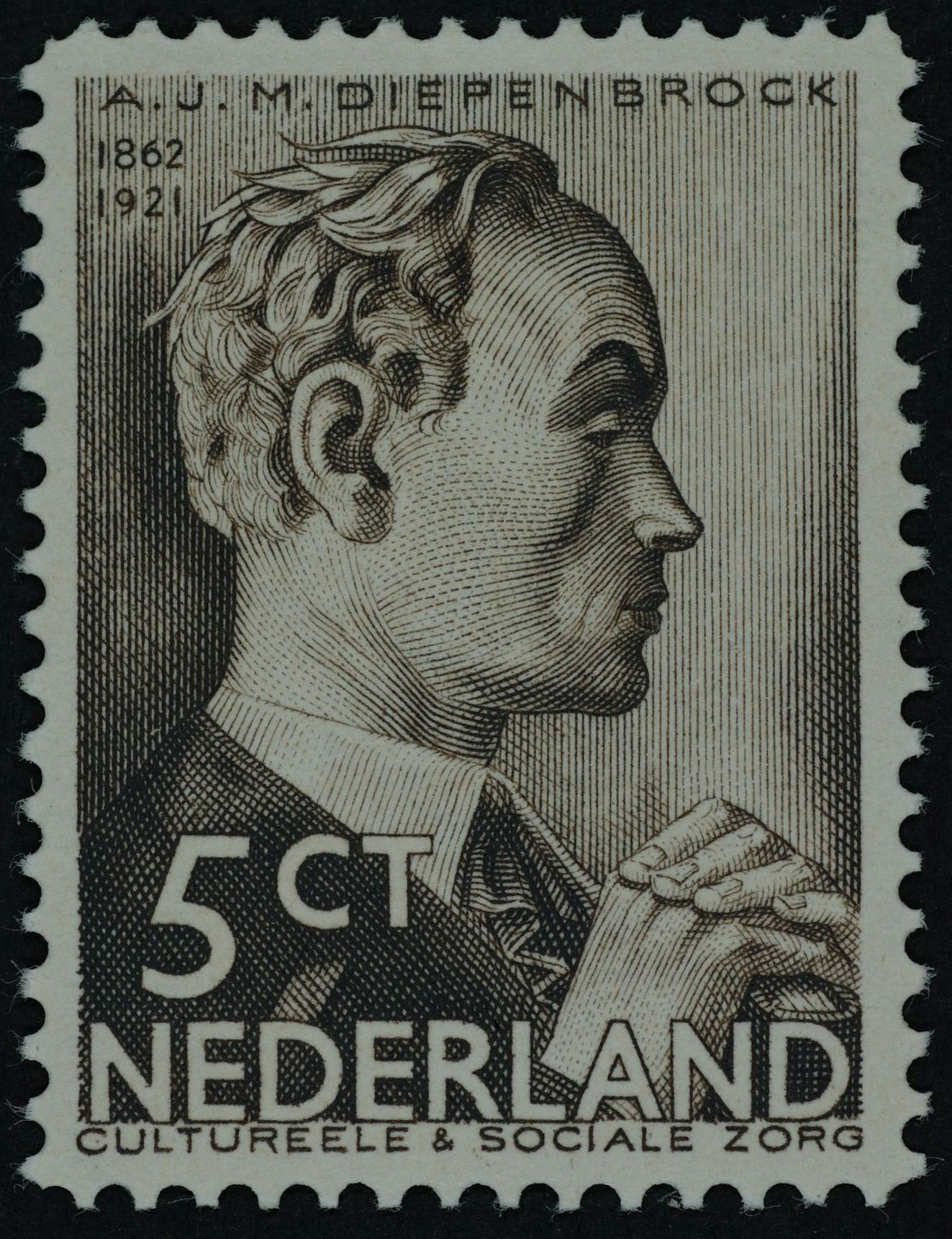
Diepenbrock in de serie Zomerzegels 1935

- Blauw, blauw bloemelijn (1880) voor zang en piano
- Academische feestmarsch (1882) voor harmonieorkest
- Tibur (1884) voor mannenkoor a capella
- Dämmerung (1884) voor gemengd koor a capella
- XVe eeuws bruylofstlied (1884) voor gemengd koor a capella
- De klare dag (1884) voor zang en piano
- Dämmernd liegt der Sommerabend (1884) voor zang en piano
- Mignon (1884) voor zang en piano
- Drie Ballades (1885) voor zang en piano

1. Entsagung
2. Der Abend kommt gezogen
3. Der Fischer

- Avondzang (1885) voor zang en piano
- Maanlicht (1885) voor zang en piano
- Rouw om het jaar (1886) voor koor met begeleiding
- Wandrers Nachtlied (1886) voor mannenkoor met pianobegeleiding
- Der König in Thule (1886) voor zang en piano
- Mignons Verklärung (1886) voor zang en piano
- Les Elfes (1887) voor vrouwenkoor, sopraan, bariton en orkest
- Die Liebende schreibt (1887) voor zang en piano
- Ave Maria (1889) voor zang en orgel
- Jesu dulcis memoria (1889) voor zang en orgel
- Missa (1891) voor mannenkoor en orgel[4]
- Es war ein alter König (1891) voor zang en piano
- Canticum Sanctus Franciscus Xaverii (1893) voor zang en piano
- Stabat Mater Dolorosa (1896) voor gemengd koor a capella
- Stabat Mater Speciosa (1896) voor gemengd koor a capella
- Caelestis Urbs Jerusalem (1897) voor gemengd koor a capella
- Chanson d'Automne (1897) voor gemengd koor a capella
- Te Deum laudamus (1897) voor gemengd koor en orkest
- Hinüber wall ich (1897) voor zang en piano
- Écoutez la chanson bien douce (1898) voor zang en piano
- Sonnet (1898) voor zang en piano
- Lied der Spinnerin (1898) voor zang en piano
- Clair de lune (1898) voor zang en piano
- Geistliches Lied (1898) voor zang en orgel
- La lune blanche (1898) voor zang en piano
- Hymne (1898) voor zang en orgel
- Hymne (1898) voor viool en piano, later door de componist georkestreerd
- Hymne an die Nacht I: Gehoben ist der Stein (1899), symfonisch lied (Novalis)
- Hymne an die Nacht II: Muss immer der Morgen wiederkommen (1899), symfonisch lied (Novalis)
- Zij sluimert (1900) voor zang en piano
- Carmen Saeculare (1901) voor mannenkoor a capella
- Tantum ergo (1901) voor mannenkoor en orgel
- Den Uil (1902) voor gemengd koor a capella
- Oud Paaschlied uit Twente (1902) voor gemengd koor a capella
- Memorare (1902) voor zang en orgel
- Kann ich im Busen heisze Wünsche tragen (1902) voor zang en piano
- De groote hond en de kleine kat (1903) voor gemengd koor a capella
- Ballade (1903) voor zang en piano
- Vondel's Vaart naar Agrippine (1903), symfonisch lied (J.A. Alberdingk Thijm)
- Hymne aan Rembrandt (1906) voor vrouwenkoor, sopraan en orkest (P.H. van Moerkerken)
- Hymnus de Spiritu Sancto (1906) voor mannenkoor a capella
- Wilhelmus (1906) voor gemengd koor a capella
- Veni Creator (1906) voor mannenkoor a capella
- Les Chats (1906) voor zang en piano
- Im grossen Schweigen (1906) symfonisch lied (Friedrich Nietzsche), voor bariton en orkest
- Recueillement (1907) voor zang en piano
- Gleich zu Gleich (1908) voor gemengd koor a capella
- Wandrers Nachtlied (1908) voor gemengd koor a capella
- Auf dem See (1908) voor gemengd koor a capella
- Ergo bibames (1908) voor gemengd koor a capella
- Der Abend (1908) voor zang en piano
- Celebrität (1908) voor zang en piano
- Liebesklage (1908) voor zang en piano
- Puisque l'aube grandit (1909) voor zang en piano
- Mandoline (1909) voor zang en piano
- En Sourdine (1910) voor zang en piano
- Marsyas (1910), toneelmuziek bij het blijspel van Balthasar Verhagen
- Bewerking van Vitali's Ciaconna (1910) voor viool en orkest
- Die Nacht (1911), symfonisch lied (Friedrich Hölderlin) voor alt en orkest
- Gijsbrecht van Aemstel (1912), toneelmuziek bij het drama van Joost van den Vondel
- Berceuse (1912) voor zang, cello en piano
- Serenade (1912) voor zang en piano
- Bruiloftslied (1912) voor zang duet en kamerorkest
- Het liedje voor Johanna en Dorothea (1912) voor vioolsolo
- Ecce quomodo moritur (1913) voor gemengd koor a capella
- Bewerking Kyrie en Gloria uit de Missa (1913) voor gemengd koor en orkest
- l'Invitation au voyage (1913) voor zang en piano
- Lydische Nacht (1913), symfonisch lied (Balthasar Verhagen)[5]
- Les Poilus de l'Argonne (1915) voor zang en piano
- Landstormlied (1915) voor zang en piano
- Avondschemer (1915) voor piano solo
- Berceuse (1915) voor viool en piano
- Beiaard (1916) voor zang en piano
- Belges, debout! (1916) voor zang en piano
- Incantation (1916) voor zang en piano
- Le vin de la Revanche (1916) voor zang en piano
- Zegeklanken (1916) voor carillon
- Orkestratie van de Berceuse Heroïque van Claude Debussy (1916)
- Come raggio di Sol (1917) voor zang en piano
- De vogels (1917), toneelmuziek bij het blijspel van Aristophanes[6]
- Toneelmuziek voor Faust (1918), tekst van Johann Wolfgang von Goethe, vertaald door C.S. Adama van Scheltema
- Elektra (1920), toneelmuziek bij het drama van Sophocles, vertaald door P.C. Boutens

## Discografie (selectie)
- Orchestral works and symphonic songs: Ouverture De Vogels, Marsyas-suite, Hymne voor viool & orkest, Elektra-suite, Die Nacht, Hymnen an die Nacht I & II, Im großen Schweigen. Linda Finnie, Christoph Homberg, Robert Holl, Emmy Verhey, Residentie Orkest, Hans Vonk (dirigent). 2 cd's, uitg. Chandos, 1989-90, heruitg. Brilliant Classics, 2007.
- Hymne an die Nacht I, ouverture De Vogels, Elektra-suite. Arleen Augér, Koninklijk Concertgebouworkest, Riccardo Chailly (dirigent). Opn. 1989-1993, uitg. Donemus, 2002.
- Songs I - II - III. Roberta Alexander, Jard van Nes, Christa Pfeiler, Christoph Prégardien, Robert Holl, Daniël Esser, Rudolf Jansen. 3 cd's, uitg. NM Classics, 1999.
- Golden age: Reygezangen uit Gysbrecht van Aemstel, Hymne aan Rembrandt. Eva-Maria Westbroek, Radio Symfonie Orkest, Ed Spanjaard (dirigent), Groot Omroepkoor, Martin Wright (dirigent). Uitg. Donemus, 2001.

## Literatuur

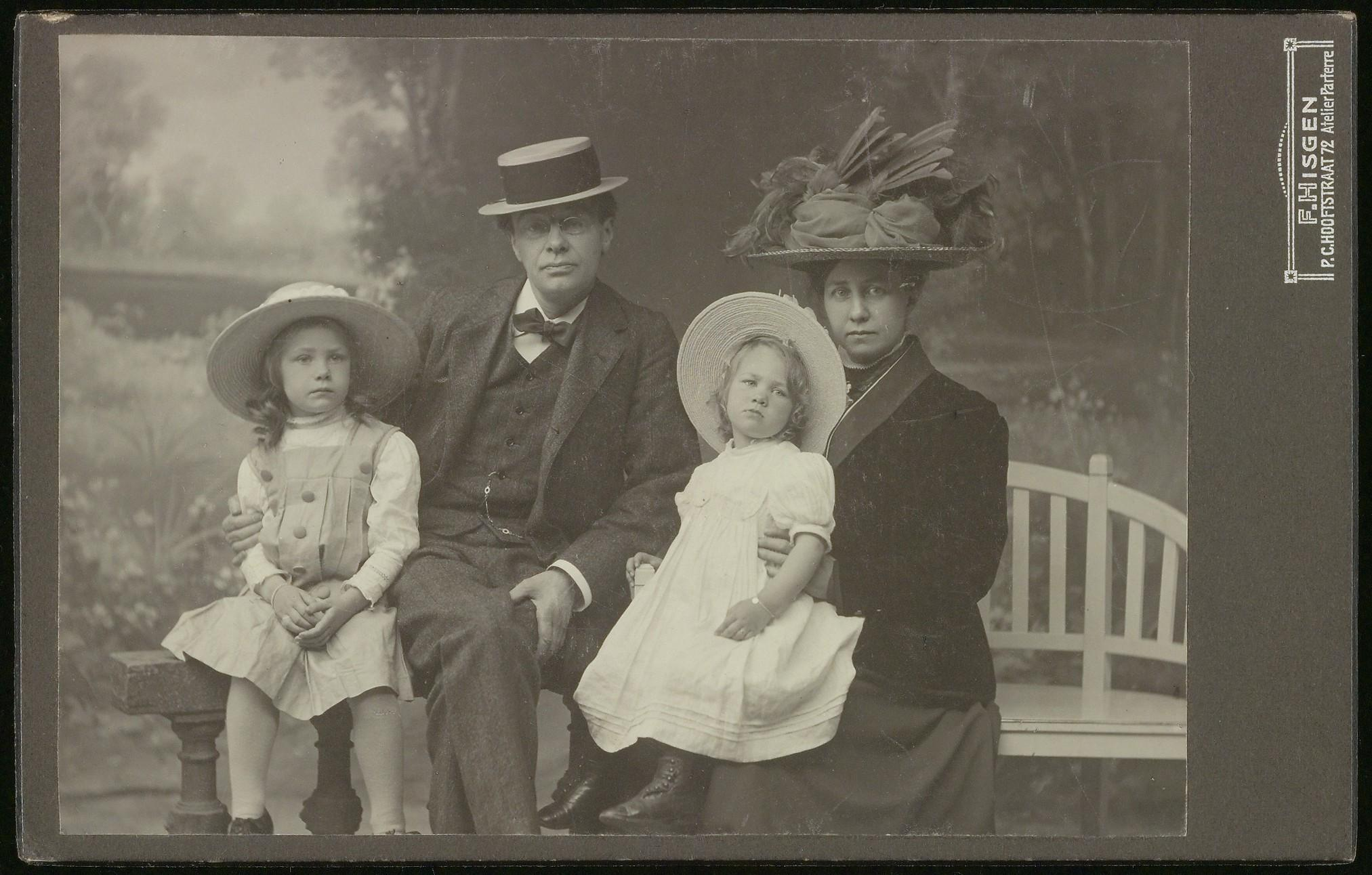
Diepenbrock met vrouw Elisabeth en twee dochters